# Générateur de Van de Graaff
Pour le groupe de rock progressif, voir Van der Graaf Generator.

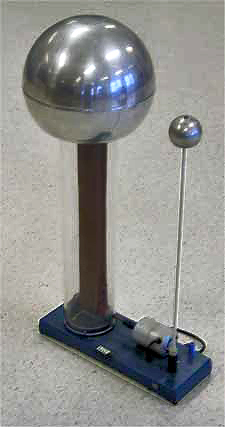
Générateur de Van de Graaff

Un générateur de Van de Graaff est une machine électrostatique inventée par Robert Van de Graaff au début des années 1930 qui permet d'atteindre des tensions continues très élevées, mais des courants de faible intensité, avec des différences de potentiel de l'ordre de 5 à 10 mégavolts sur les générateurs industriels modernes. La nécessité d'obtenir des tensions élevées intervient dans plusieurs applications : expérimentations physiques où il est un composant d'un accélérateur de particules, alimentation d'un tube à rayons X. Le générateur utilise le mouvement d'une courroie isolante pour accumuler en continu des charges électriques sur une électrode terminale, typiquement une sphère métallique fixe et creuse.
Le terme de Statitron a été utilisé pour nommer l'accélérateur électrostatique que forme un générateur Van de Graaff lorsqu'il accélère des particules chargées dans un tube à vide. Ce terme n'a pas eu un grand succès dans les articles scientifiques où l'on écrit « accélérateur Van de Graaff » pour nommer cette première génération d'accélérateur de particules sans le suffixe -tron des machines plus puissantes (cyclotron, bevatron, synchrotron).
Le générateur peut être considéré comme une source constante de courant connectée en parallèle avec un condensateur et une résistance à la résistivité très grande.

## Description d'un Van de Graaff didactique

### Ses composants et les principes de son fonctionnement

1 Sphère creuse avec des charges positives
2 Électrode (E2) connectée à la sphère, un peigne est au plus près de la courroie
3 Poulie supérieure (en Nylon)
4 Partie de la courroie chargée positivement
5 Partie de la courroie chargée négativement
6 Poulie inférieure (en Téflon), son axe est relié à un moteur
7 Électrode inférieure (E1) destinée à collecter les charges négatives
8 Sphère chargée négativement utilisée pour décharger la boule principale
9 Étincelle ou arc électrique produits par la différence de potentiel

Sous sa forme la plus simple, appareil de démonstration pédagogique, le générateur de Van de Graaff vertical comprend une courroie en latex ou en tissu isolant qui fait fonction de convoyeur de charges électriques. Son mouvement est assuré par deux poulies cylindriques. L'une d'entre elles, le plus souvent en Plexiglas (polyméthacrylate de méthyle), en Téflon ou en Nylon, est dans la sphère métallique creuse. La sphère se trouve au sommet d'une colonne isolante qui contient la courroie. À la base du dispositif se trouve le moteur qui actionne la poulie motrice qui peut être en métal ou tournée dans un matériau isolant différent de celui de l'autre poulie.
Deux électrodes E1 et E2, sont placées respectivement juste en dessous de la poulie inférieure  et à l'intérieur de la sphère. E2 est connectée à la sphère creuse et E1 permet d'obtenir un potentiel élevé par rapport à la terre. La différence de potentiel est en l'occurrence positive. Les deux électrodes sont munies de peignes (pointes «corona») qui sont au plus près de la courroie, sans la toucher, et permettent le déplacement des charges. 
Cette tension élevée ionise l'air près de la pointe de E1 ce qui permet de pousser les charges positives vers la courroie et de permettre leur déplacement sur la face interne de l'enveloppe sphérique. Cette charge positive sur la sphère induit une charge négative sur l'électrode E2. La forte différence de potentiel ionise l'air à l'intérieur de la sphère et les charges négatives sont repoussées sur la courroie, ce qui a pour effet de la décharger. Selon le principe de la cage de Faraday, les charges positives de E2 migrent vers la sphère indépendamment de la tension existante à sa surface. Comme la courroie continue à tourner, un courant constant arrive par ce moyen en direction de la boule qui continue de recevoir des charges positives. Ce chargement se poursuit jusqu'à un certain point qui dépend des caractéristiques de la sphère. Plus l'enveloppe sphérique est grande, plus son potentiel est élevé. Avec une surface parfaite pour la boule métallique, la tension maximale est de l'ordre de 30 kV pour chaque centimètre de rayon. Cette valeur théorique n'est pas atteinte en pratique à cause des imperfections du système (surface irrégulière, pertes, etc.) 
À vrai dire l'électrostatique reste une science difficile et la positivité ou la négativité de l'électrode terminale sont difficilement contrôlables. Les séries triboélectriques devraient pouvoir permettre de prévoir la polarité de la sphère. En inversant les poulies (Nylon / Téflon, métal / PVC) , en changeant la nature de la courroie (Nylon imprégné par du vinyle, Tyvek polyéthylène), on peut obtenir des inversions de polarité de l'électrode terminale. Des Van de Graaff non pressurisés jumeaux, mais de polarité opposée peuvent doubler théoriquement la différence de potentiel entre leurs sphères.

### Construction
Il est bien sûr possible de construire soi-même un petit générateur Van de Graaff, et pendant longtemps il n'y a pas eu d'autre possibilité pour les laboratoires de recherche. Le choix des matériaux est critique, les formes doivent être respectées : sphère métallique et tore métallique pour l'électrode terminale, supports ou colonne en plastiques non conducteurs, courroie en tissu ou en néoprène. Ce qui est remarquable avec cette machine c'est la possibilité d'un changement d'échelle de ses dimensions. Les meilleurs résultats sont obtenus avec une poulie en Nylon et une poulie en Teflon. La courroie peut être en latex ou en Nylon imprégné par du vinyle. Les poulies cylindriques doivent pouvoir être correctement alignées pour que la courroie ne déraille pas. Les peignes collecteurs de charges peuvent être faits avec une grille métallique à mailles fines. Leur largeur est critique et ne doit pas dépasser la largeur de la courroie.
La colonne isolante peut être faite avec un tube en PVC (polychlorure de vinyle) verni sur ses 2 faces (vernis polyuréthane). Mieux encore dans un tube transparent en plastique acrylique (polyméthacrylate de méthyle). Pour des machines de taille moyenne, il vaut mieux remplacer la colonne cylindrique par des supports très isolants en fibre de verre ou en composant verre/époxyde (FR-4).

## Du générateur à l'accélérateur Van de Graaff

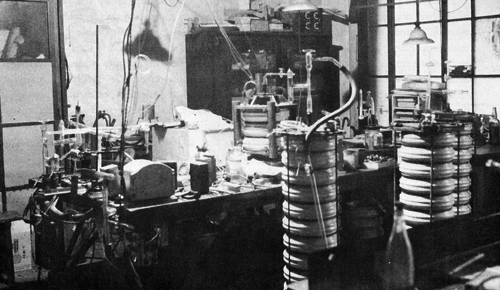
Étude du générateur de Van de Graaff dans un laboratoire de physique de l'université de Tokyo à la fin des années 1940.

Robert Van de Graaff (1901 -1967) a commencé à travailler sur son générateur à courroie à Princeton en 1929 et a présenté le concept à l'American Physical Society en 1931. Le prototype de 1 500 000 volts  utilisait 2 dispositifs à courroie, l'un à sphère positive et l'autre à sphère négative. Au département du magnétisme terrestre  du Carnegie Institution à Washington, Van de Graaff construisit des machines de plus en plus grandes. La tension augmente avec la taille des sphères. Au MIT, Van de graaff construisit un énorme générateur double dans un ancien hangar pour dirigeable (à Round Hill). Les deux sphères mesuraient 4,6 mètres de diamètre et étaient montées sur des colonnes isolantes en textolite. Les différences de potentiel entre les deux sphères atteignirent 5,1 millions de volts. En France, en 1937 André Lazard construisit au Palais de la découverte un générateur semblable. Les sphères de 3 mètres de diamètre étaient chargées par 3 courroies en coton, recouvert de caoutchouc, de 70 cm de large et 1,5 mm d'épaisseur. La transformation du générateur en accélérateur devient possible en adaptant un tube à vide entre l'électrode terminale et le sol. La source est dans la sphère, la cible est au sol. Fin 1932 avec une sphère de 2 mètres de diamètre la machine pouvait accélérer des protons à 600 keV . En octobre 1933 l'accélération atteint 1,2 MeV. Van de Graaff et John Trump  ont publié un article en 1937 décrivant un accélérateur d'électrons de 1,2 million de volts construit pour la Harvard Medical School. Cette source puissante de rayons X a été la première application d'un accélérateur électrostatique en clinique médicale.
Pour améliorer les performances du générateur Van de Graaff, Raymond Herb de l'Université du Wisconsin a expérimenté des machines encloses sous vide puis sous pression d'air et de gaz. En 1935 Herb et ses associés ont développé une machine de 2,5 millions de volts dans un caisson étanche cylindrique de 1,7 mètre de diamètre et 6,1 mètres de long, sous 0,75 MPa d'air. Du dioxyde de carbone a été mélangé à l'air pour éviter le risque d'incendie. En 1939 des améliorations internes (notamment des écrans intermédiaires) ont permis d'atteindre 4,3 millions de volts (Los Alamos).
Van de Graaff et ses collaborateurs ont construit au MIT une machine verticale de 4 millions de volts utilisant des résistances étagées pour créer un gradient de tension le long de la colonne et du tube, de haut en bas. En 1947 John Trump, Denis Robinson et Van de Graaff créent la société HVEC (High Voltage Engineering Corporation) qui va construire des générateurs électrostatiques pour la radiothérapie anticancéreuse, la radiologie à très haute tension et la physique nucléaire. Un de leurs premiers produits a été un accélérateur électrostatique de 4 millions de volts qui a servi comme injecteur du « Cosmotron » le premier synchrotron à protons. 
HVEC a fabriqué 36 exemplaires du modèle « CN » entre 1951 et 1966, les premières machines du genre fabriquées en nombre. Durant la même période HVEC construisit de nombreux exemplaires du modèle « KN », de 3 et 4 millions de volts pour accélérer à la fois des électrons et des ions positifs. Tous ces accélérateurs manufacturés avaient des points communs : gradient du potentiel par résistances le long de la colonne et du tube, courroie transporteuse des charges, pressurisation avec du diazote et du dioxyde de carbone.
Ces machines à un étage ont pu atteindre des tensions de 10 millions de volts. Pour obtenir des valeurs supérieures il aura fallu développer les machines tandem et les sources d'ions négatifs. À la suite de W. H. Bennett, Luis Alvarez et A.C. Whittier, le CRNL (Chalk River Nuclear Laboratory) et HVEC travaillent sur le concept de la double accélération et le premier modèle fabriqué en 1958 produit son premier faisceau en 1959. Ce modèle appelé « EN » tandem, se présente dans un caisson de 11 mètres de long et 2,4 mètres de diamètre. Prévu pour générer 5 millions de volts, il a pu atteindre 7 millions de volts. En 1960 cette machine (EN-1) a été installée à l'université de Montréal. Trente machines EN ont été construites entre 1958 et 1973. En 1963 un Van de Graaff tandem plus grand (modèle « FN ») est fourni à Los Alamos. Son caisson mesure 13,4 mètres de long et 3,66 mètres de diamètre. Prévu pour générer 7 millions de volts, le modèle « FN » a pu atteindre 11 millions de volts. Dix neuf exemplaires ont été construits. Le modèle « MP » mesure 20 mètres de long et 4,5 mètres de diamètre. Le premier exemplaire est livré à l'université Yale en 1965. Le MP-10 de l'université de Strasbourg a pu atteindre 18 millions de volts avec quelques modifications. Au total HVEC a fabriqué 55 accélérateurs tandem en 14 ans.
En 2014, le générateur de Van de Graaff ayant la plus haute tension est celui se trouvant au Laboratoire national d'Oak Ridge avec une tension de 25 MV.

## Les Van de Graaff industriels

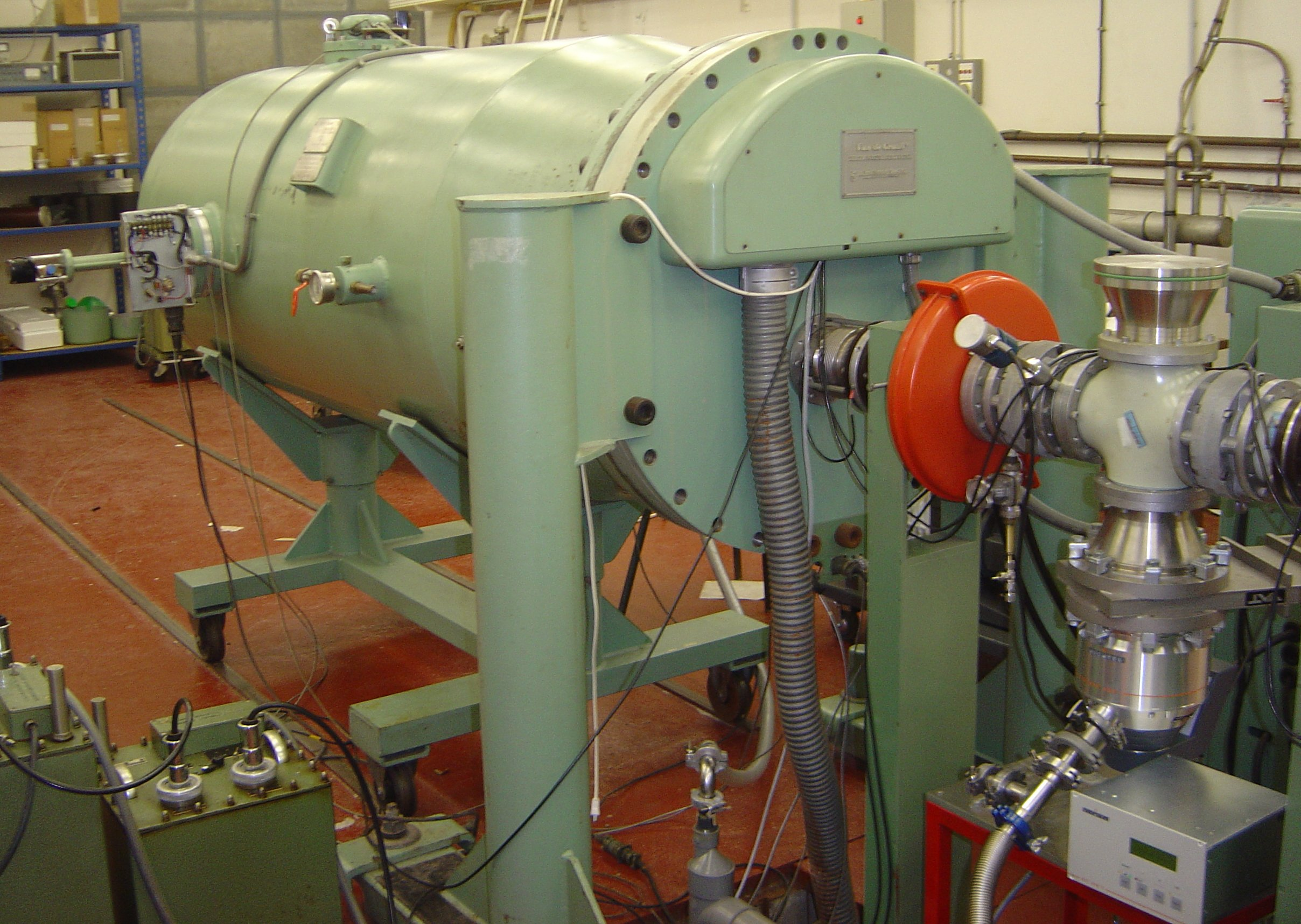
Accélérateur de particules Van de Graff de l'Institut des NanoSciences de Paris. La tension maximale établie est de l'ordre du Million de Volts.

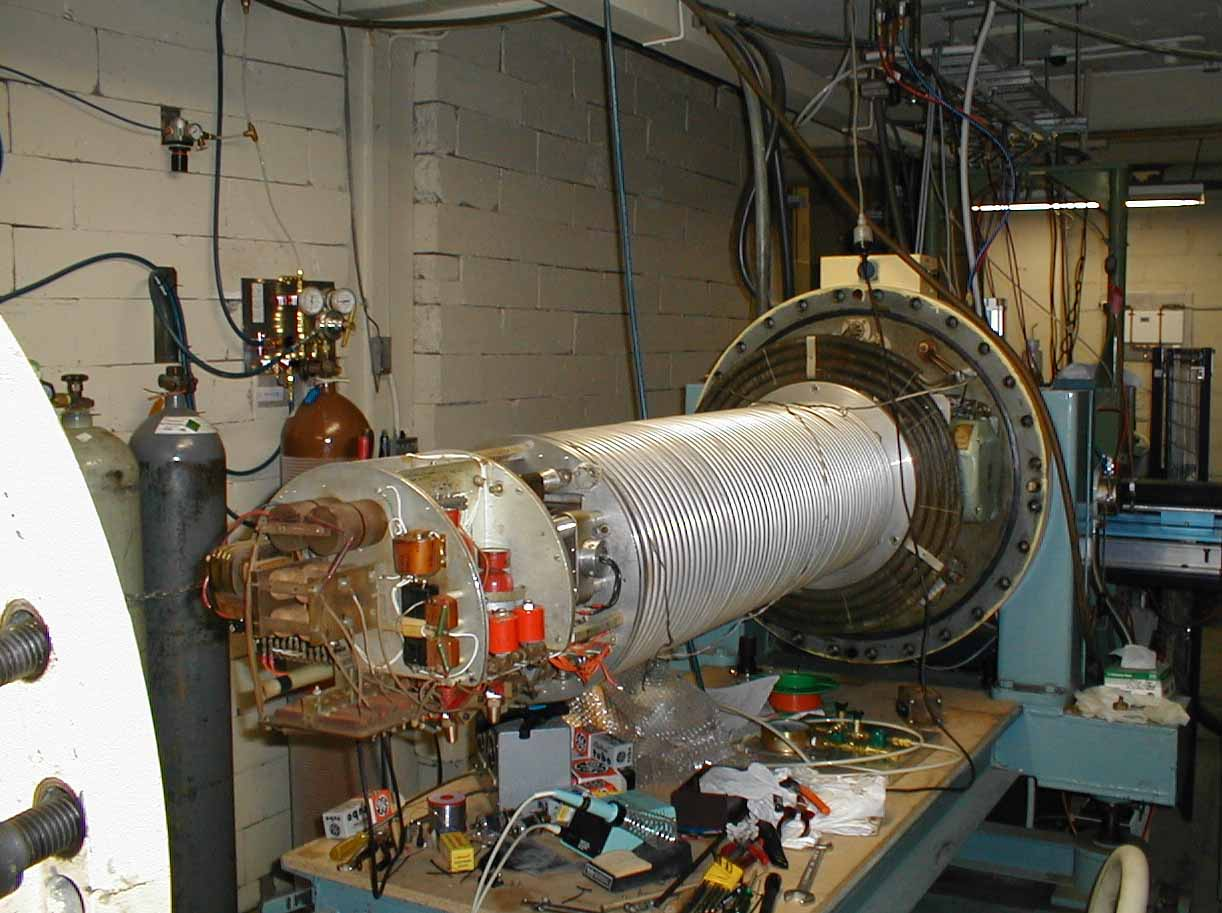
Accélérateur Van de Graaff de 2 MeV ouvert pour maintenance- Anneaux équipotentiels -1960

### Composant des accélérateurs électrostatiques
Depuis sa création, le générateur de Van de Graaff n'a pas cessé d'évoluer.
Contrairement aux petits appareils didactiques, la triboélectrification n’est pas utilisée pour charger la courroie. Les poulies cylindriques sur lesquelles tourne la courroie sont métalliques. À la base de l’appareil se trouve un générateur auxiliaire de courant continu de 7 à 20 kV. La courroie passe entre un inducteur métallique lié au sol et une rangée de pointes fines et serrées reliées au générateur auxiliaire (ioniseur) . On établit une différence de potentiel d’excitation (positive) entre l’inducteur et l’ioniseur. Le gaz ambiant est ionisé. Les ions négatifs se précipitent sur les pointes où ils sont neutralisés par des charges fournies par le générateur. Les ions positifs sont attirés par l'inducteur et viennent se fixer sur la courroie. Ces ions positifs diminuent le champ au voisinage de l’ioniseur et l'ionisation cesse quand le champ sur les pointes est assez réduit. L’électricité fixée sur la courroie est entraînée par elle et transmise à un conducteur isolé dans la sphère (électrode terminale en haut de la colonne). On dispose pour cela devant la courroie (dans la sphère creuse) un autre inducteur relié à un ioniseur placé en face. Les charges de la courroie produisent un champ dont les lignes de force se dirigent vers les pointes, il y a ionisation ; les pointes reçoivent des ions positifs et se trouvent chargées positivement : les ions neutralisent la charge de la courroie. On a donc transféré la charge de la courroie au système inducteur-ioniseur qui est lui-même connecté à la sphère.
Le champ créé par la sphère s'oppose à la montée des charges vers elle, il s’oppose au mouvement de la courroie, il faut donc fournir un travail pour faire tourner la courroie et ce travail apparaît sous forme d'énergie électrique.
Au début, le générateur Van de Graaff fonctionnait sans autre isolation que la colonne de support, la forme des conducteurs (profilés, en sphères, en tores), l'air atmosphérique. Théoriquement la tension maximale atteinte est directement proportionnelle à la surface de l’électrode terminale et à la qualité de l’isolement. Dans l’air à pression atmosphérique, la tension maximale sans claquage (éclair entre les deux pôles) ne dépasse pas 1 MeV, même si les pôles sont très écartés. Les premières machines Van de Graaff avaient des tailles considérables (de 7 à 14 mètres de haut). 
Les physiciens se sont rapidement aperçus que pour obtenir des tensions élevées sans claquage, il fallait enfermer le dispositif dans une enceinte pressurisée : d’abord de l’air sous pression (10 à 20 atmosphères), puis différents gaz (combinaisons de chlore ou de fluor), le fréon et pour finir le SF6, l’hexafluorure de soufre, stable à l'arc électrique et de forte rigidité diélectrique. En combinant la forme étudiée des conducteurs et les gaz comprimés, un générateur Van de Graaff dans un caisson de 2 mètres de haut peut produire des tensions de 2 MV. 
Il a fallu aussi inventer des électrodes terminales gigognes, concentriques, qui se comportent comme des écrans métalliques qui uniformisent le champ électrique.
Pour réduire la grosse différence de potentiel entre l’électrode terminale et la terre, la colonne et le tube accélérateur associé (la version industrielle ne sert pas à fabriquer des étincelles mais est un composant d'un accélérateur de particules) sont enclos dans des anneaux métalliques régulièrement étagés et régulièrement espacés sur toute la hauteur : ce sont des anneaux équipotentiels. Ils sont reliés entre eux par des résistances qui permettent la création d’un gradient régulier des potentiels, une meilleure définition du champ électrique qui règne autour de la courroie. Chaque section entre deux anneaux équipotentiels n’a à supporter qu’une faible fraction de la tension totale. La colonne isolante elle-même a pu être construite selon ce principe : empilement des disques isolants en céramique et conducteurs reliés à un diviseur de tension à résistances.
Deux modifications majeures ont permis d’accroître les performances et la fiabilité des générateurs Van de Graaff :
1. Le remplacement de la courroie par une chaîne alternant éléments en acier reliés entre eux par des chaînons isolants (Laddertron: chaine en forme d'échelle, Pelletron: chaine en forme de collier).
2. Le système Van de Graaff Tandem (1958) ou l'accélérateur de particules permet de doubler l'énergie. Les  particules sont accélérées deux fois de suite. Au milieu de l’appareil une feuille métallique très mince (ou un gaz) est traversée par les ions négatifs qui y perdent leurs électrons. Le changement de polarité permet une seconde accélération en revenant au potentiel du sol. La source et la cible de l’accélérateur sont au potentiel du sol, ce qui rend le maniement plus simple. Si la source engendre des ions positifs, ils sont transformés en ions négatifs avant accélération. Un accélérateur tandem à trois étages a fonctionné à Brookhaven, USA.

Finalement les tensions maximales atteintes à vide (sans charge entre l'électrode terminale et la terre) ont pu atteindre des tensions de 30 millions de volts.

## Culture populaire
- Le nom du groupe de rock progressif Van der Graaf Generator est inspiré du nom de cette machine, mais avec des différences d'orthographe.